# Nicolau Font i Maig
Nicolau Font i Maig (Lloret de Mar, 1830-Lloret de Mar, 1908), conocido también como conde del Jaruco, fue una figura destacada del movimiento indiano en Lloret de Mar (España), conocido por su éxito económico en Cuba y su contribución al patrimonio cultural de la región. Destacan algunas de sus antiguas propiedades, como Can Font o el santuario de San Pedro del Bosque.

## Biografía

### Vida en Cuba

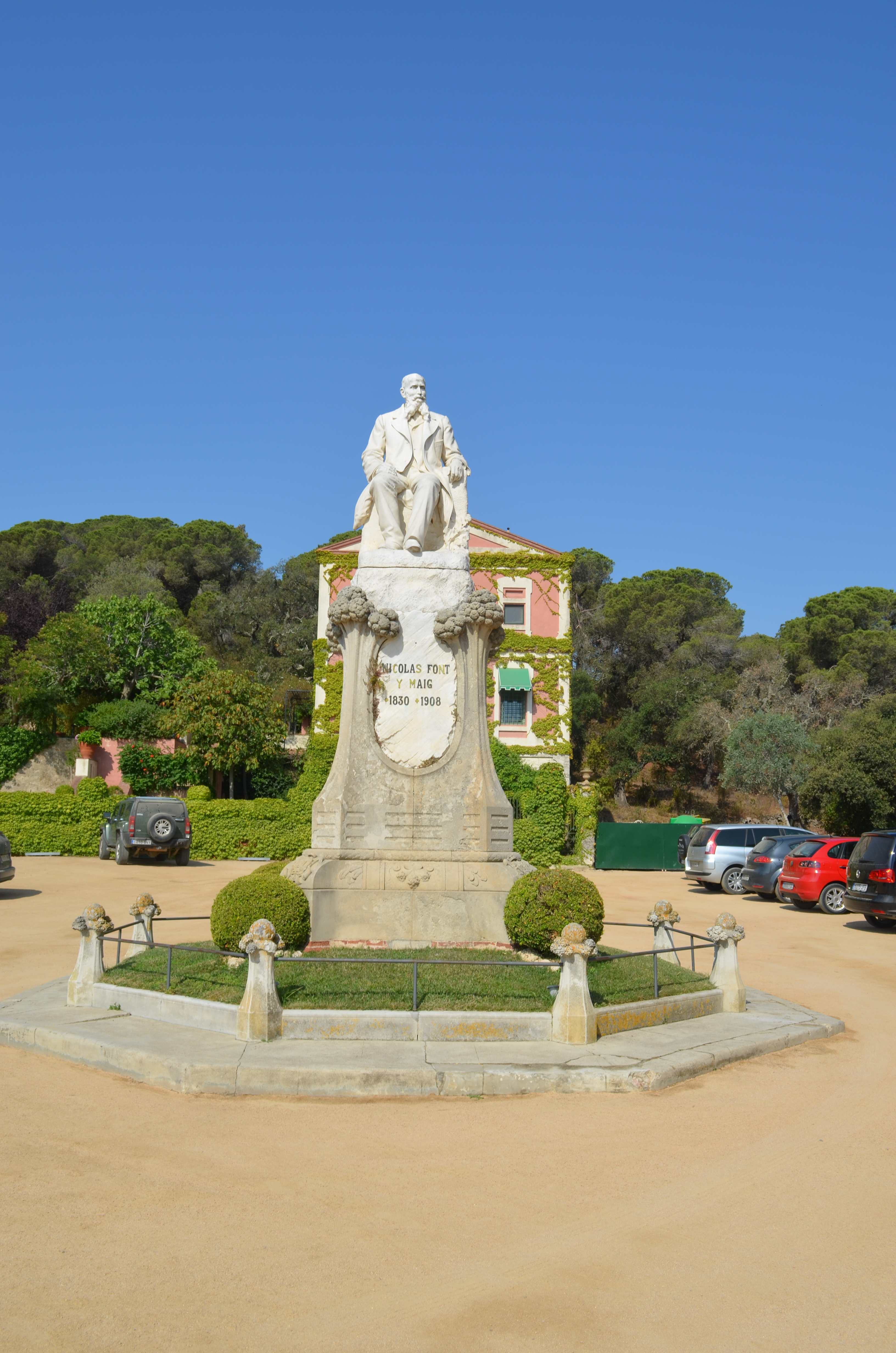
Monumento a Nicolau Font i Maig en San Pedro del Bosque (Lloret de Mar)

A mediados del siglo XIX, alrededor de 1850, Nicolau emigró a Cuba, entonces territorio español, atraído por las oportunidades económicas. Se estableció en el municipio de Jaruco, para ayudar a gestionar los negocios de su tío Josep Maig i Villalonga, que había emigrado para buscar una mejor situación económica y se dedicaba al comercio marítimo, las plantaciones de azúcar y el comercio textil. Nicolau Font i Maig logró ampliar considerablemente la fortuna de su tío, que acabó heredando cuando murió.
Nicolau gestionó y amplió estas propiedades, lo que le permitió acumular una gran fortuna. Tras la muerte de su tío, heredó estas tierras y negocios, consolidando su posición económica.

### Vida en Francia
Nicolau Font también vivió unos años en París antes de 1877, año en el que vuelve definitivamente a su pueblo natal, Lloret de Mar.

### Vuelta a España
En 1855, Agustí Font, entonces alcalde de Lloret de Mar y primo de Nicolau Font, compra el santuario de San Pedro del Bosque, un santuario con más de 1000 años de historia, en nombre de su primo Font, que por aquel aún vivía en Cuba, por 200.000 reales con el objetivo de evitar que cayera en manos forasteras en el contexto de la 
Le explicó la situación del santuario a su primo. Había sido desamortizado y los vecinos del pueblo intentaron conseguir el suficiente dinero para comprarlo, pero no lo consiguieron. Agustí Font consiguió que Nicolau le enviase los fondos necesarios y así, Agustí compró el monasterio en nombre de Font.
A su regreso definitivo a Lloret de Mar en 1877, encargó la construcción de una casa señorial, conocida como Can Font, diseñada por el arquitecto Fèlix Torras i Mataró. Esta residencia, de estilo modernista, fue la más alta de la localidad en su época. Una curiosidad es que quería hacer el suelo de este edificio de monedas. Como ponerlas de cara era una falta de respeto (pues pisarías o la cara del rey o el escudo del país) la única forma de hacerlo habría sido poner las monedas de lado. Al ser muy caro abandonó la idea.
En 1898 decidió transformar el santuario de San Pedro del Bosque con un estilo barroco y modernista, comprado hacía varios años, en un hospital y asilo. Encargó su ampliación al conocido arquitecto Puig i Cadafalch. La obra la continuaría su esposa después de su muerte.
En 1908 muere Nicolau, y sus inmuebles pasan a ser propiedad de familiares cercanos al no tener descendencia directa. Can Font pasa a ser propiedad de Nicolau Cabañas i Llovet y San Pedro del Bosque propiedad de Agustí Font i Surís.

## Obras benéficas
Nicolau Font destinó gran parte de su patrimonio a la beneficiencia, tanto en España como en Cuba. De hecho, nunca tuvo el título oficial de conde (aunque fuera conocido como Conde del Jaruco) debido a que destinó el dinero que costaba conseguir el título en obras benéficas para ayudar a familias necesitadas en Cuba o para financiar cosas en su pueblo natal como hospitales, escuelas o la reconstrucción de la iglesia de Lloret de Mar con toques modernistas.
La sociedad cubana le sugirió pedir al rey el título, pero Nicolau siguió prefiriendo usar el dinero para ayudar a las familias necesitadas. 

## Después de su muerte
Font tuvo la idea de construir un edificio para ayudar a los ancianos necesitados del pueblo. Tras su muerte y la de su heredero Agustí Cabañas i Font, fue la viuda de este, Francesca Sala i Parés, quien retomó el proyecto. Su primera acción fue llamar a Valentí Soliguer Pujol, hombre de confianza de Nicolau, para llevarlo a cabo, tal como consta en los documentos de la Fundación Nicolau Font. Acabó construyendo el asilo en el ya reformado santuario de San Pedro del Bosque. El asilo se inauguró el 27 de agosto de 1922 y funcionó hasta 1981, cuando los descendientes de los familiares de Font decidieron convertir el antiguo monasterio benedictino en un restaurante y hotel de lujo, inaugurados en 2000 y 2011 respectivamente.
En el patio de este aún se conserva el monumento a Nicolau Font i Maig, construido en 1911.
Respecto a Can Font, en 1940 Nicolau Cabañas i Llovet  la vendió al industrial textil de Sabadell, Ferran Comadran i Torres, quien la utilizó como residencia de verano. A principios de la década de 1980, el ayuntamiento la adquirió con el propósito de conservarla. En 2016 fue inaugurada como casa museo.